# Ernestina Orlandini
Ernestina Orlandini (Hanau, 2 febbraio 1869 – Firenze, 1956) è stata una pittrice tedesca naturalizzata italiana.

## Biografia
Ernestine Mack, nota anche come  Ernestine Schultze-Naumburg per il matrimonio nel 1893 con Paul Schultze-Naumburg - architetto tedesco e propugnatore della neo-architettura germanica - dopo il divorzio (nel 1895 o nel 1898) si risposò con Alfredo Orlandini (1877–1943), medico-chirurgico e otorinolaringoiatra fiorentino, per cui ottenne la cittadinanza italiana, prese dimora a Firenze e da allora è conosciuta come Ernestina Orlandini, oppure come Ernestina Mack Orlandini. Firmava i suoi dipinti O. Orlandini. Abitò prima in via Ricasoli 63, poi in via della Pergola 39.
Era stata tra i fondatori, nel 1893, della Secessione di Berlino (Berliner Secession), che aveva riunito un gruppo di artisti e di architetti che avevano preso le distanze dai dettami dell'arte accademica.
A Firenze Ernestina Orlandini attraversò l'esperienza della pittura divisionista, entrò poi nell'orbita dei Postmacchiaioli, realizzando paesaggi freschi e luminosi e delicate composizioni floreali.
Nel 1905 presentò sue opere alle mostra della Società delle Belle Arti, a Firenze, e fu notata dalla critica d'arte: «Ernestina Orlandini, che ha attinto ancora alle prime fonti dei nostri pittori la sua arte: i suoi pastelli, fiori e ritratti, sono una meraviglia per morbidezza di linea e per coloritura ed è una cosa veramente non comune né facile attualmente.» Tornò ad esporre con la Società delle Belle Arti negli anni  1907, 1909 e 1910. 
Nel 1905 partecipò alla Biennale di Venezia, nella Sala Toscana, dove erano presenti opere, tra gli altri, di Giovanni Fattori, di Libero Andreotti, di Galileo Chini e di Adolfo De Karolis.
Era presente, nell'anno 1910, alla mostra della Secessione viennese e nell'anno 1911 a una mostra a Bercellona e ad una esposizione a Montecatini Terme.
Sulla rivista Emporium leggiamo: «Trovo, infatti, di notevole, appena due quadri di Ernestina Orlandini, un ritratto, raffigurante una giovane signora accanto a un fascio di rose, ritratto pieno di grazia e rose piene di vita, e un mazzo di rose bianche, bellissime.»
Collaborò con Arturo Banchi a un Atlante di anatomia dell'uomo ad uso degli artisti, edito in 10 fascicoli dal 1908,  disegnando le illustrazioni.
Ernestina Orlandini continuò ad esporre a Firenze, negli anni 1920, 1924, 1934, 1936, 1939, 1941 e 1942. A Palazzo Strozzi, a giugno 1944, con il Sindacato Artisti della Toscana espose Natura morta con frutta. Realizzava anche copie da celebri dipinti, come la Madonna con Bambino ripresa da Giovanni Bellini, che contornava di cornici in stile fiorentino, realizzate con stucchi illuminati da foglia d'oro zecchino.

### Altre opere
- Maternità (Autoritratto con il figlio), 1905, olio su tela;
- Autoritratto, 1930 ca., olio su tela, Galleria degli Uffizi, depositi.